# Список эпизодов телесериала «Воспитывая Хоуп»
Список эпизодов телесериала «Воспитывая Хоуп», премьера которого состоялась на канале FOX 21 сентября 2010 года.

## Обзор сезонов
| Сезон | Сезон | Эпизоды | Дата показа      | Дата показа    | Рейтинг Нильсона | Рейтинг Нильсона       |
| Сезон | Сезон | Эпизоды | Премьера         | Финал          | Ранк             | Зрители США (миллионы) |
| ----- | ----- | ------- | ---------------- | -------------- | ---------------- | ---------------------- |
|       | 1     | 22      | 21 сентября 2010 | 17 мая 2011    | 85               | 6.45                   |
|       | 2     | 22      | 20 сентября 2011 | 17 апреля 2012 | 106              | 5.64                   |
|       | 3     | 22      | 2 октября 2012   | 28 марта 2013  | 106              | 4.56                   |
|       | 4     | 22      | 15 ноября 2013   | 4 апреля 2014  | 144              | 2.69                   |

## Эпизоды

### Сезон 1 (2010 - 2011)
| № общий | № в сезоне | Название          | Режиссёр   | Автор сценария | Дата премьеры    | Произв. код | Зрители в США (млн) |
| ------- | ---------- | ----------------- | ---------- | -------------- | ---------------- | ----------- | ------------------- |
| 1       | 1          | «Pilot»           | Неизвестно | Неизвестно     | 21 сентября 2010 | 1ARY79      | 7.48                |
| 2       | 2          | «Dead Tooth»      | Неизвестно | Неизвестно     | 28 сентября 2010 | 1ARY01      | 7.09                |
| 3       | 3          | «Dream Hoarders»  | Неизвестно | Неизвестно     | 5 октября 2010   | 1ARY02      | 6.18                |
| 4       | 4          | «Say Cheese»      | Неизвестно | Неизвестно     | 12 октября 2010  | 1ARY03      | 6.01                |
| 5       | 5          | «Happy Halloween» | Неизвестно | Неизвестно     | 26 октября 2010  | 1ARY06      | 6.00                |

### Сезон 2 (2011 - 2012)
| № общий | № в сезоне | Название | Режиссёр | Автор сценария | Дата премьеры | Произв. код | Зрители в США (млн) |
| ------- | ---------- | -------- | -------- | -------------- | ------------- | ----------- | ------------------- |

### Сезон 3 (2012 - 2013)
| № общий | № в сезоне | Название | Режиссёр | Автор сценария | Дата премьеры | Произв. код | Зрители в США (млн) |
| ------- | ---------- | -------- | -------- | -------------- | ------------- | ----------- | ------------------- |

### Сезон 4 (2013 - 2014)
| № общий | № в сезоне | Название | Режиссёр | Автор сценария | Дата премьеры | Произв. код | Зрители в США (млн) |
| ------- | ---------- | -------- | -------- | -------------- | ------------- | ----------- | ------------------- |